# Les Eucalyptus
Les Eucalyptus sont une commune de la wilaya d'Alger en Algérie, située dans la banlieue sud-est d'Alger.

## Géographie

### Situation
La commune des Eucalyptus est située au sud-est de la wilaya d'Alger, à environ 20 km au sud-est d'Alger.
| Baraki      | El Harrach               | Dar El Beïda             |
| Baraki      | Les Eucalyptus           | Dar El Beïda             |
| Sidi Moussa | Larbaa (wilaya de Blida) | Meftah (wilaya de Blida) |

## Histoire
Commune de plein exercice créée par arrêté du 12 mars 1958, rattachée à Alger dont elle constitue le 10e arrondissement avec Baraki et Maison-Carrée par arrêté du 7 mars 1959. Elle est aussi appelée quartier des Eucalyptus.

## Démographie
| 1977   | 1987   | 1998   | 2008    |
| ------ | ------ | ------ | ------- |
| 25 247 | 60 108 | 96 310 | 116 107 |

## Éducation
Les Eucalyptus possèdent sur leur territoire plusieurs écoles primaires, quatre collèges d'enseignement, et trois lycées : le lycée Massouda-Djida dans le quartier Cherarba, le lycée Mohammed-Lamine-Debaghine et le lycée Mohammed-Bou-Abdallah implantés dans la Cité 1600 logements. Pour la première fois en 2013, une école privée primaire et un collège (Les Oiseaux du paradis) ont ouvert dans la cité Beylot 2. 
Par ailleurs, la commune accueille l'institut national de la poste et des technologies de l'information et de la communication (INPTIC).

## Sport
- Club de football de l'Association sportive club Eucalyptus (ASCE).

## liens externes
- Site officiel de la commune des Eucalyptus.